# جين أودونوجهي
جين أودونوجهي (بالإنجليزية: Jane O'Donoghue)‏ مواليد 29 مارس 1983 في مانشستر الكبرى، هي لاعبة كرة مضرب إنجليزية سابقة بدأت مسيرتها كمحترفة سنة 2000 وكانت تلعب باليد اليمنى، اعتزلت اللعب في 2007. أعلى تصنيف لها في الفردي كان المركز الـ 189 في سنة 2004. أعلى تصنيف لها في الزوجي كان 184.

## الخط الزمني للأداء
| الدورة            | 2000 | 2001 | 2002 | 2003 | 2004 | 2005 | 2006 | 2007 | إجمالي ف/خ |
| ----------------- | ---- | ---- | ---- | ---- | ---- | ---- | ---- | ---- | ---------- |
| أستراليا المفتوحة | غ    | غ    | غ    | غ    | غ    | غ    | غ    | غ    | 0–0        |
| فرنسا المفتوحة    | غ    | غ    | غ    | غ    | غ    | غ    | غ    | غ    | 0–0        |
| بطولة ويمبلدون    | ت    | ت    | د1   | د1   | د2   | د2   | ت    | غ    | 2–4        |
| أمريكا المفتوحة   | غ    | غ    | غ    | ت    | ت    | ت    | غ    | غ    | 0–0        |
| فوز-خسارة         | 0–0  | 0–0  | 0–1  | 0–1  | 1–1  | 1–1  | 0–0  | 0–0  | 2–4        |
| تصنيف نهاية العام | 564  | 474  | 295  | 235  | 231  | 250  | 336  | 656  | –          |

- إجمالي ف/خ = إجمالي الفوز والخسارة

## روابط خارجية
- جين أودونوجهي على موقع رابطة محترفات التنس (الإنجليزية)
- جين أودونوجهي على موقع الاتحاد الدولي لكرة المضرب (الإنجليزية)
- جين أودونوجهي على موقع كأس بيلي جين كينغ (الإنجليزية)
- جين أودونوجهي على موقع خلاصة التنس.كوم (الإنجليزية)